# Pedro Marieluz Garcés
Pedro Marieluz Garcés (ur. ok. 1780 w Tarma, zm. 23 września 1825 w Callao) – prezbiter, męczennik tajemnicy spowiedzi.